# Lista de atletas brasileiros nos Jogos Olímpicos de Inverno de 2010
A lista a seguir discrimina os atletas brasileiros que participaram da Vancouver 2010, independentemente de terem logrado êxito na busca por medalhas.
Nos Jogos Olímpicos de Inverno de 2010, os Jogos de Inverno de número XXI, em Vancouver, no Canadá, o Brasil participou de sua vigésima sexta Olimpíada, sendo a sexta participação nos Jogos de Inverno, com cinco atletas disputando três esportes: esqui alpino, esqui cross-country e snowboard. Nenhuma medalha foi conquistada nessa edição.
Subsedes:
A cidade sede recebeu as competições de esqui estilo livre, snowboard, patinação artística, patinação em pista curta, curling e algumas partidas do torneio de hóquei no gelo, além das cerimônias de abertura e de encerramento. Outras três subsedes abrigaram as seguintes disciplinas: Richmond (patinação de velocidade); Endowment Lands (partidas do torneio de hóquei no gelo); Whistler (esqui alpino, esqui cross-country, salto de esqui, combinado nórdico, biatlo, bobsled, luge e skeleton).
Destaques:
Edson Menezes mais uma vez foi o chefe da missão brasileira e, em dezembro de 2009, a Confederação Brasileira de Desportos na Neve anunciou o nome dos cinco atletas que competiriam em Vancouver. Pela primeira vez numa edição Olímpica o Brasil foi representado por um número maior de mulheres do que de homens, e poderia ter sido ainda maior a participação feminina. O Tribunal Arbitral do Esporte garantiu a participação das seleções femininas de "bobsled" da Austrália e da Irlanda nos Jogos. A Irlanda, pelo ranking estava atrás do Brasil e a vaga de fato deveria ser da França. A Confederação Brasileira de Desportos no Gelo apresentou então um recurso para ter nessa edição a primeira seleção feminina de bobsled, composta por Fabiana Santos e Daniela Ribeiro. Mesmo admitindo o equívoco, a Federação Internacional de Bobsleigh e de Tobogganing (FIBT) admitiu o time irlandês e não o francês para a disputa da Copa do Mundo e o recurso do Brasil foi recusado; outro destaque foi para Maya Harrisson que alcançou o melhor resultado da participação brasileira nessa edição com o 48.° lugar na prova de "slalom" nas competições de esqui alpino.
Abaixo segue a relação dos esportistas brasileiros participantes da Vancouver 2010.

## Esqui alpino
Masculino
| Atleta          | Modalidade     | Rodada 1            | Rodada 2            | Total           | Total           | Referências(s) |
| Atleta          | Modalidade     | Resultado Colocação | Resultado Colocação | Resultado final | Colocação final | Referências(s) |
| --------------- | -------------- | ------------------- | ------------------- | --------------- | --------------- | -------------- |
| Jhonatan Longhi | slalom gigante | 1:24.76 59.°        | 1:29.27 56.°        | 2:54.03         | 56.°            | [ 7 ]          |
| Jhonatan Longhi | slalom         | DNF                 | DNF                 | DNF             | 75.°            | [ 8 ]          |

Feminino
| Atleta         | Modalidade     | Rodada 1            | Rodada 2            | Total           | Total           | Referências(s) |
| Atleta         | Modalidade     | Resultado Colocação | Resultado Colocação | Resultado final | Colocação final | Referências(s) |
| -------------- | -------------- | ------------------- | ------------------- | --------------- | --------------- | -------------- |
| Maya Harrisson | slalom gigante | DNF                 | DNF                 | DNF             | 78.°            | [ 9 ]          |
| Maya Harrisson | slalom         | 1:01.18 64.°        | 1:00.49 47.°        | 2:01.67         | 48.°            | [ 10 ]         |

## Esqui cross-country
Masculino
| Atleta         | Modalidade         | Resultado | Colocação | Referências(s) |
| -------------- | ------------------ | --------- | --------- | -------------- |
| Leandro Ribela | estilo livre 15 km | 43:36.20  | 90.°      | [ 11 ]         |

Feminino
| Atleta           | Modalidade         | Resultado | Colocação | Referências(s) |
| ---------------- | ------------------ | --------- | --------- | -------------- |
| Jaqueline Mourão | estilo livre 10 km | 30:22.20  | 66.°      | [ 12 ]         |

## Snowboard
Feminino
| Atleta               | Modalidade | Preliminar          | Quartas de final    | Semifinal           | Final               | Colocação final | Referência(s) |
| Atleta               | Modalidade | Resultado Colocação | Resultado Colocação | Resultado Colocação | Resultado Colocação | Colocação final | Referência(s) |
| -------------------- | ---------- | ------------------- | ------------------- | ------------------- | ------------------- | --------------- | ------------- |
| Isabel Clark Ribeiro | snow cross | 1:41.10 19.°        | Não avançou         | Não avançou         | Não avançou         | 19.°            | [ 13 ]        |